# André Michel (compositeur)
Pour les articles homonymes, voir Michel et André Michel.
André Michel est un compositeur, écrivain et psychanalyste français né le 24 janvier 1922 à Briançon et mort le 10 avril 2014 à Ivry-sur-Seine.

## Biographie
André Michel a été professeur au lycée Michelet de Vanves, ainsi que président de jury au Conservatoire national supérieur de musique de Paris en 1988. Il était spécialiste de psychanalyse appliquée. 
Il a publié de nombreux ouvrages, notamment une Psychanalyse de la musique et a aussi édité les ouvrages et le journal de son maître Paul Jury (1878-1953), prêtre et psychanalyste freudien.
Il a été marié à Claude Chauvet, résistante française, de 1955 à 1967. Ils ont eu ensemble une fille prénommé Hélène.

## Sélection de publications
- Paul Jury, Ceci est mon corps, ceci est mon sang ?, édité par André Michel, 1963.
- Paul Jury, Il est mort et ressuscité…, édité par André Michel, 1964.
- Paul Jury, Les débuts de l’évangile ou Les quatre légendes de Jean-Baptiste, édité par André Michel, 1964.
- La Sirène dans l'élément musical, suivi de : Qui est André Michel?, éditions de la Diaspora française, Paris, 1970.
- Vingt ans de divorce, 1951-1973, Gentilly, 1973.
- Portraits de famille, Gentilly, 1976-1987.
- Portraits d'amis, Gentilly, 1977-1987.
- Déchants et méchants, Gentilly, 1979.
- Psychanalyse de la musique, PUF, Paris, rééd. 1984.
- Psychanalyse freudienne du fait musical, Gentilly, 1991.
- Décroire, fondement d'un rationalisme psychanalytique, Gentilly, 1992.
- En liberté dans cette cage, en cage dans cette liberté, journal d'un étudiant contraint au S.T.O. en Allemagne, 4 août 1943-2 juin 1945, Gentilly, 1995.
- La Jeune Fille et la Mort, d'après le récit de Claude Michel, née Chauvet, déportée de la Résistance française, souvenirs des camps de concentration de Ravensbrück et Zwodau, Gentilly, 1995.
- Mes moires, Gentilly, 1995.
- Guides de haute musique, Gentilly, 1996.
- De l'entrée en psychanalyse à l'exploration des structures verbales, Gentilly, 1997.
- Poèmes, Gentilly, 2000.
- Opinion sur rue, Gentilly, 2002.